# Vilém Aetheling
Vilém Aetheling (fr. Guillaume Adelin, 5. srpna 1103, Winchester – 25. listopadu 1120) byl normandský vévoda a jediný legitimní syn anglického krále Jindřicha I. Zahynul společně s mnoha syny normandské šlechty při ztroskotání Bílé lodi.

## Život
Byl synem Jindřicha I. a jeho první ženy Matyldy. Roku 1113 byl zasnouben s Matyldou, dcerou Fulka, hraběte z Anjou a jeho první choti Ermengardy, dědičky Eliáše z Maine. Sňatek, uspořádaný zřejmě roku 1118, či 1119 měl urovnat nepřátelské vztahy mezi otci obou snoubenců, vyhrocené kvůli situaci v Normandii.

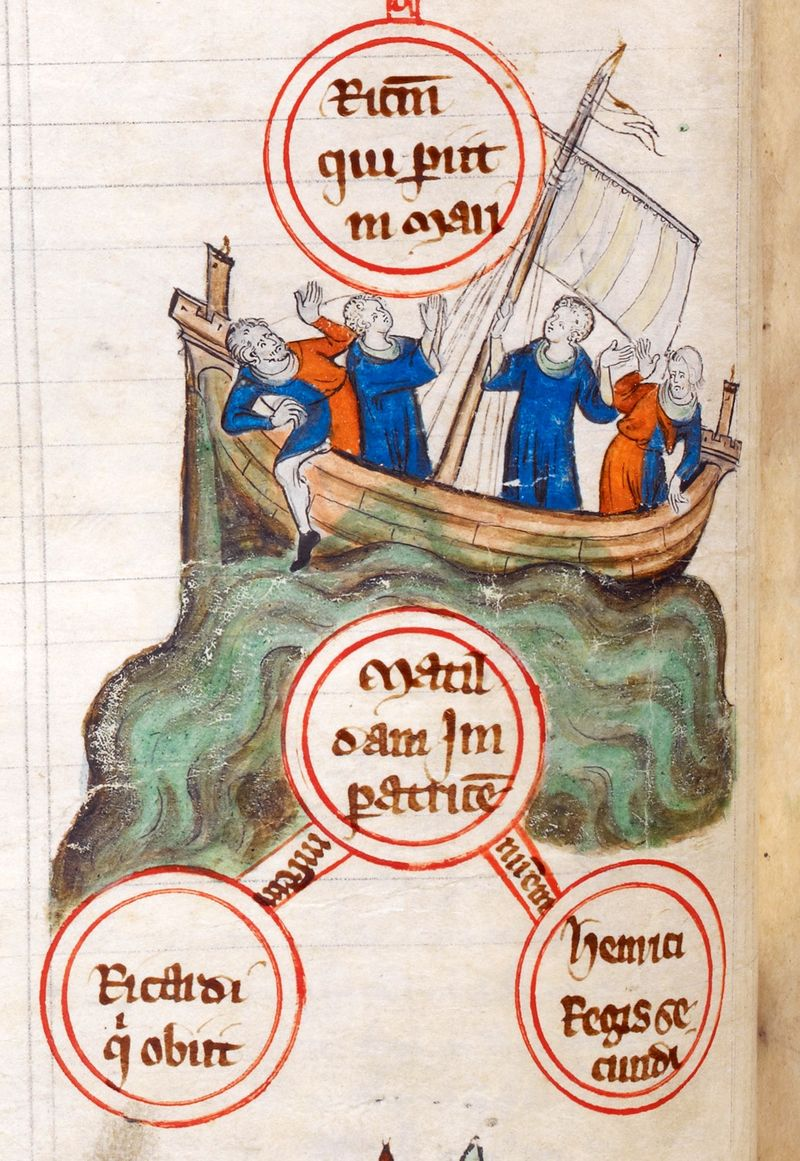
Potopení Bílé lodi (dobová iluminace)

V listopadu 1120 se Vilém společně se svým polorodým bratrem Richardem z Lincolnu a mnohými mladými šlechtici během plavby do Anglie utopil. Loď plná rozveselené omladiny posílené vínem v klidném počasí najela na útes a klesla ke dnu. Matyldu zachránilo rozhodnutí zůstat po tchánově boku a plavit se na jiné lodi.
| „ | Rytíři utonuli, utonul dědic trůnu. Anglie pláče, zemřela šlechta její... Jediný králův syn se utopil, jediná naděje království... | “ |
| — | |   |

Po Vilémově tragické smrti se ovdovělá Matylda rozhodla pro návrat do klášterního ústraní a král Jindřich se údajně již nikdy neusmál.